# Тан Чічунь
Тан Чічунь (кит.: 湯智鈞, нар. 16 березня 2001) — тайванський лучник, срібний призер Олімпійських ігор 2020 року.

## Виступи на Олімпіадах
| Олімпіада  | Дисципліна             | Місце |
| ---------- | ---------------------- | ----- |
| Токіо 2020 | індивідуальна першість | 4     |
| Токіо 2020 | командна першість      | 2     |
| Токіо 2020 | змішана команда        | 9     |
| Париж 2024 | індивідуальна першість | 17    |
| Париж 2024 | командна першість      | 5     |

## Зовнішні посилання
- Тан Чічунь на сайті World Archery (англійська)
- Тан Чічунь на сайті Olympics.com (англійська)
- Тан Чічунь на сайті Olympedia (англійська)